# Награда „Дрво живота”
Награда „Дрво живота” је награда коју додељује Заветине. Додељује се оним књигама и ауторима који афирмишу, актуализују или проблематизују феномен изгубљене древне науке, спектар живе традиције, књижевности и алхемије, без обзира на жанр (поезија, роман, есеј, огледи и др.)

## Додела награде
Награда је први пут додељена постхумно једном песнику Србољуб Митић Мало Црниће. Иначе, награда се додељује само у оним годинама када за то има вредних објављених књига.

## Награду чини
Заштитна повеља заветина, одговарајућа садница дрвета (Бршљан, Багрем, Храст, Рајско дрво Звижда), тестија препеченице; кафа са оснивачем награде ; и, у понеким случајевима - објављивање новог рукописа (до 100 стр. у Едицији Заштитна повеља). У одлучивању о додели награде учествују чланови фамилије Лукић, осим у случајевима, када неке од књига оснивача (Мирослава или Александра Лукића) уђу у ужи избор за награду. (У том случају, о додели награде одлучују - Димитрије и Иван Лукић, уз арбитражу још једног или два члана, изван круга Заветина.) И у случајевима, исто тако, када се деси да у ужи избор за награду уђе нека од књига есеја или критика које вреднују стваралаштво оснивача награде, у одлучивању о додели награде учествују трећа лица - по овлашћењу Оснивача ...

## Адреса за слање књига
Издавачи, аутори, критичари, или друга лица или институције, предлагачи, шаљу најмање 1 примерак новообјављене књиге у текућој години на адресу: 11ооо Београд, ЗАВЕТИНЕ, Ул. Сердар Јанка Вукотића 1 / 13 (за Лукића)

## Списак добитника
- СРБОЉУБ МИТИЋ за књигу НОВИ КЉУЧЕВИ Просвета, Београд, 2000.
- групи аутора Александру Лукићу, саватају Иг. Митровићу, Батрић Церовић за књигу НА ВЕТРУ, на чистину, НА ВИСИНИ: Мит и метафора: Увод у Опус 1: УМЕТНОСТ Махагонија Мирослава Лукића - Editions Sectio Caesarea, Paris, Заветине / Мобаров институ, Београд, 2000.

2001:
- Брана Димитријевић: У контејнеру. Записи српског војног хирурга 1916—1918, Апостроф, Београд, 2001, 144 стр. Анатомска књижевно - историјско - археолошка деконструкција.
- Александар Лукић: MAESTRO PER PJETRO, роман, Мобаров институт: ЗАВЕТИНЕ, Београд, 2001, 188 стр. Роман.
- Мирољуб Милановић: ВЕТРЕЊАК, Апостроф, Београд, 2001, 144 стр. Приповетке
- 2002 : награда није додељена
- 2003: Награда је додељена књигама објављеним у Едицији БРАНИЦЕВО 2003. године:
- Мирослав Лукић УМЕТНОСТ МАХОВИНЕ. О српској култури и поезији 20. века, студија. Едиција Браничево, библиотека Ab ovo, књ. 3. 174. стр.
- Миливој Ненин СТАРИ ЛИСАЦ - присећања и прештампавање: приче п / о Павићу, есеји. Едиција Браничево, библиотека Ab ovo, књ. 4. 91. стр.
- Есмер Белатукадруз (алиас Мирослав Лукић) ДОКТОР СМРТ, роман. Едиција Браничево, библиотека Кула, књ. 2. 184 стр.
- 2004. награда није додељена
- 2005. награда није додељена
- 2006:
- Мирослав Тодоровић: Спрам расутих звезда: Рукопис живота, Ниш, 2006) поезија)
- Владимир Јагличић: Месојеђе, Ед. Браничево, Пожаревац, 2006, 237 стр. (Проза)
- Јован Пејчић: Милан Ракић на Косову: завет-песма-чин, Београд, Конрас, 2006, 436
- 2007:
- Драгомир Матић: Јованка Токина, роман. - Ед. Браничево, 2007, 227 стр.
- Стојан Богдановић: Човек песма, Учитељски факултет, Врање, 2007 (песме)
- 2008. награда није додељена
- 2009. награда није додељена
- 2010:
- Зоран М. Мандић: књига песама Бог у продавници огледала - Интелекта, Ваљево, 2010.
- Бошко Томашевић, роман: Нико, нигде .- UNUS MUNDUS, Ниш, бр. 37/2010, стр.197-347.